# Dasycondylus resinosus
Dasycondylus resinosus é uma espécie de planta do gênero Dasycondylus e da família Asteraceae.

## Taxonomia
A espécie foi descrita em 1972 por Robert Merrill King e Harold E. Robinson.
O seguinte sinônimo já foi catalogado:
- Mikania resinosa  Spreng.

## Descrição
Arbusto, ereto ou escandente. Ramos basais fistulosos, glabros, ramos superiores estriados, pubescentes. Folhas opostas, membranáceas, pecioladas, lâmina ovada ou largo ovada, ápice agudo, margem inteira ou crenado-dentada, base cuneada, face adaxial glabra, face abaxial pubescente, glanduloso-pontuada, acrodroma suprabasal. Capitulescência paniculiforme, eixos corimbiformes. Capítulos discóides, pedunculados. Invólucro campanulado, 3-seriado, brácteas involucrais 2-23, desiguais, dorso pubescentes, glanduloso-pontuado, externas oblongo-lanceoladas, ápice agudo, internas lanceoladas, ápice agudo. Flores 25-35, alvas, corola glanduloso estipitada, lobos pilosos. Cipsela prismática, 5-costada, glabra, carpopódio anuliforme, leve procurrente. Pápus cerdoso, alvo ou palhete.

## Forma de vida
É uma espécie terrícola e arbustiva.

## Conservação
A espécie faz parte da Lista Vermelha das espécies ameaçadas do estado do Espírito Santo, no sudeste do Brasil. A lista foi publicada em 13 de junho de 2005 por intermédio do decreto estadual nº 1.499-R.

## Distribuição
A espécie é endêmica do Brasil e encontrada nos estados brasileiros de Espírito Santo, Paraná, Rio de Janeiro e São Paulo. A espécie é encontrada no domínio fitogeográfico de Mata Atlântica, em regiões com vegetação de floresta estacional semidecidual e restinga.